# شهرک حر (خوزستان)
شهرک حر یک منطقهٔ مسکونی در ایران است که در دهستان سرجولکی واقع شده‌است. شهرک حر ۱٬۱۲۱ نفر جمعیت دارد.